# Nyctophilus howensis
Nyctophilus howensis är en fladdermus i familjen läderlappar som förekommer på en ö vid östra Australiens kust. Placeringen i släktet Nyctophilus är bara tillfällig.
Arten är bara känd från Lord Howeön som ligger cirka 600 km öster om Australien. Fyndet är en ofullständig skalle som hittades i en grotta. Grottan används troligen av ugglor som viloplats och de har kanske lämnad skallen där. Enligt en studie från 2008 dog individen under 1900-talet. På ön observerades två former av fladdermöss och för den större är arttillhörigheten oklar. Möjligen är de större individerna Nyctophilus howensis. Den mindre fladdermusen på ön är Chalinolobus morio.
På grund av skallens storlek antas att arten är större än alla andra medlemmar i släktet Nyctophilus.
Det ursprungliga beståndet påverkades antagligen av introducerade ugglor och råttor. Ugglor finns inte kvar på Lord Howeön. Det finns ett pågående program att utrota alla råttor. IUCN listar Nyctophilus howensis som akut hotad (CR).